# Hargreaves Lansdown
Hargreaves Lansdown (Hargreaves Lansdown Asset Management plc) ist eine britische Investmentgesellschaft mit Sitz in Bristol. Sie ist einer der führenden britischen Anbieter von Anlageverwaltungsprodukten und -dienstleistungen für Privatanleger. Sie wendet sich nur an solche im Vereinigten Königreich.
Das Unternehmen ist an der Londoner Börse gelistet und war bis zum 18. Dezember 2023 Teil des FTSE 100 Index. Ab diesem Zeitpunkt ist sie im FTSE 250 Index enthalten.

## Geschichte
Das Unternehmen wurde 1981 von Peter Hargreaves und Stephen Lansdown gegründet, die zunächst aus einer Wohnung heraus handelten. Sie stellten Informationen für Kunden über Investmentfonds und Steuerplanungsangelegenheiten bereit. Im Jahre 1994 wurde eine eigene Fondsgesellschaft Hargreaves Lansdown Fund Managers gegründet. Sie stellte eine Reihe von verwalteten Aktienportfolios bereit. Zunächst hat Hargreaves Lansdown alle anfänglichen Provisionen für Investmentfonds gestrichen und so ihren Kunden einen Rabatt verschafft. 1999 wurde Hargreaves Lansdown Pensions Direct gegründet. Dabei wurde auf die früher übliche Einschaltung eines Finanzberaters verzichtet, um in eine Rente zu investieren. Im gleichen Jahr wurde der Online-Aktienhandelsdienst eingeführt und Hargreaves Lansdown Corporate Solutions gegründet. Damit wurden Unternehmen von unabhängigen Experten bei der Altersvorsorge beraten.
Im Jahr 2000 wurde die Zeitschrift Investment Times herausgebracht, eine Publikation, die ausschließlich Investitionen gewidmet ist. Im Mai 2007 ging Hargreaves Lansdown an die Börse. 25 % der Anteile an der Gesellschaft wurden Institutionen, Mitarbeitern und Bestandskunden zur Verfügung gestellt. Im Rahmen des Angebots wurde kein neues Geld eingesammelt. 75 % des Unternehmens befanden sich weiterhin im Besitz von Peter Hargreaves, Stephen Lansdown, anderen Direktoren und Mitarbeitern. 2011 wird Hargreaves Lansdown in den FTSE 100 Index aufgenommen. 2012 tritt Stephen Lansdown als Vorstandsmitglied zurück, bleibt aber Großaktionär. 2015 tritt er aus dem Aufsichtsrat zurück. In diesem Jahr erreichte das verwaltete Vermögen von Hargreaves Lansdown bei über 700.000 Kunden 50 Milliarden Pfund. 2016 wurde die Hargreaves Lansdown Foundation gegründet. 2017 wurde die Zahl von 1 Million Kunden erreicht. 2019 wurde der HL Select Global Growth Shares Fund gegründet, 2021 wuchs die Zahl der Kunden auf 1,64 Mio. 2022 wurde der Fonds HL US Fund aufgelegt.